# Ducati ST4s
La Ducati ST4s è una moto da turismo sportivo prodotta dalla Ducati fra il 2002 e il 2005.

## Progetto e sviluppo
La Ducati ST4S era progettata sulla base della precedente Ducati ST4. Rispetto alla progenitrice, la ST4s montava sospensioni migliorate e un motore più grande: il Desmoquattro (distribuzione desmodromica a quattro valvole) bicilindrico a L, raffreddato a liquido derivato dalla Ducati 996 (la ST4 montava un motore derivato dalla Ducati 916). Per adattare il motore al telaio fu necessario impiegare una testata più compatta, analoga a quella usata per la 748 Superbike e la Monster S4. Nonostante questo accorgimento, la ST4s dispone di un po' più di potenza e coppia rispetto alla 996 Superbike, grazie al design dello scarico, più lineare rispetto a quello della Superbike che passa sotto la sella.
Un'ulteriore innovazione è costituita dall'uso di un ampio telaio a traliccio incorniciato da un'ampia carena protettiva da turismo sportivo e dai bauli di serie in linea con la carena (opzionali su altri modelli della serie ST). La ST era equipaggiata con un cavalletto centrale, una presa di alimentazione accessoria e, come la ST3s, con il sistema ABS.

## Aggiornamenti
Nel 2004, furono leggermente ridisegnati il cupolino e il cruscotto, fu reso possibile regolare la sella, furono integrati un computer di bordo, il tachimetro digitale, un faro orientabile dal cruscotto e fu adeguato lo scarico in modo da rispettare la normativa anti inquinamento Euro 2. Alcuni perfezionamenti del cablaggio e il nuovo design del cupolino permisero di ridurre il peso della moto di 11 kg.
Nel 2005, analogamente ad altri modelli Ducati, fu adottata la frizione a bagno d'olio anziché a secco, che permise di azionare la frizione con meno sforzo.